# 柯蒂斯·库珀 (数学家)
柯蒂斯·库珀（英語：Curtis Niles Cooper），是一位美国数学家，中密苏里大学数学和计算机系教授。

## 因特网梅森素数大搜索 （GIMPS）
库珀和Steven Boone是GIMPS的参与者。他们在700余台计算机上运行GIMPS的软件（Prime95）。截至2013年1月，库珀共发现了3个梅森素数。
2005年12月15日，库珀和Boone发现了第43个梅森素数。这个素数是230402457 − 1，共有9,152,052位数，也是GIMPS发现的第九个梅森素数。
2006年9月4日，库珀和Boone发现了第44个梅森素数。这个素数是232582657 − 1，共有9,808,358位数，也是GIMPS发现的第十个梅森素数。
2013年1月25日，库珀发现了第48个梅森素数。这个素数是257,885,161 − 1，共有17,425,170位数，也是GIMPS发现的第14个梅森素数。这一发现使库珀成为GIMPS历史上第一个发现三个梅森素数的参与者。
2015年9月17日，库珀发现了第49个梅森素数。这个素数是274,207,281 − 1，共有22,338,618位数，也是GIMPS发现的第15个梅森素数。这亦是库珀在GIMPS发现的第四个梅森素数，刷新了先前由他本人保持的记录。

## 研究领域
库珀的研究领域主要是初等数论，特别是数值表示法。他经常与Robert E. Kennedy合作。他们的研究成果包括：证明21个连续整数不可能均为哈沙德数；提出tau数的概念。库珀个人的研究成果包括几何级数的一般化，和它们在概率论中的应用。
库珀也是《斐波那契季刊》的编辑。